# Duché de Pless
1407–1918
Entités précédentes :
- Duché de Ratibor

Entités suivantes :
- Pologne

Le duché de Pless (en allemand : Herzogtum Pleß) ou duché de Pszczyna (en polonais : Księstwo Pszczyńskie) fut un duché vassal silésien dont la capitale était Pszczyna (Pleß) en Haute-Silésie.

## Historique
Le duché se partage l'histoire de la région de Pless mais aussi celle de la Silésie en général. Néanmoins, après la fragmentation du royaume de Pologne lié au testament de 1138 du roi Boleslas III Bouche-Torse, les territoires situés autour de la châtellenie de Pless sont attribués au duché de Cracovie en Petite-Pologne (en polonais : Małopolska), établi lors de la partition de la Pologne après la mort de Boleslas III Bouche-Torse en 1138.

### Duché silésien
À l'ouest, les fils du duc de Silésie défunt Ladislas II le Banni, appuyés par l'empereur Frédéric Barberousse, aient récupéré leur héritage en 1163. Vers l'an 1172, ils avaient divisé leur territoire, c'est ainsi que la région sud-est autour de Ratibor était attribuée comme domaine propre au fils cadet Mieszko Ier Jambes Mêlées qui devenait le premier « duc de Ratibor ». La plus grande partie de Silésie autour de la résidence à Breslau revint à son frère aîné Boleslas Ier le Long. Décision qui ressemble à une compensation, le petit domaine de Mieszko est agrandi dans un premier temps en 1177 et il reçoit la seigneurie sur les territoires de la Petite-Pologne autour de Beuthen, d'Auschwitz, de Zator, de Sievers (Siewierz) et de Pless (Pszczyna) des mains de son oncle, le « duc senior » Casimir II le Juste. Mieszko rattache Pless à son duché. La lignée de Ratibor des Piasts de Silésie s'éteint à la mort du duc Lech en 1336.
Avant sa mort, Lech ou Leszek comme plusieurs autres ducs de Silésie avaient reconnu la suzeraineté du roi de Bohême Jean de Luxembourg en 1327, incluant ainsi leurs duchés dans les domaines de la Couronne de Bohême fait reconnu par le roi Casimir III de Pologne en 1335 lors du traité de Trentschin. En 1336, le roi Jean Ier donne le duché de Ratibor incluant Pszczyna au duc de la lignée des Přemyslides Nicolas II d'Opava, qui avait épousé Anne de Ratibor la sœur du défunt duc Leszek et ils règnent sur les deux duchés dans le cadre d'une union personnelle. En 1407 le petit-fils de Nicolas Jean II d'Opava et Ratibor, donne les territoires de Pless, Bieruń, Mysłowice, et Mikołów comme douaire à son épouse Hélène, une « nièce » du roi de Pologne Ladislas II Jagellon.
Après l'acquisition de plusieurs villages situés au sud de Żory en 1412, Hélène, après la mort de son mari en 1424 règne comme duchesse de Pless, elle a comme successeur en 1452 sa belle fille, Barbara Rockenberg, épouse de son fils Nicolas V de Ratibor-Jägerndorf qui reçoit elle aussi Pless comme douaire. Le fils de Nicolas V, Venceslas de Rybnik, est dépossédé de ses domaines qui reviennent à la couronne de Bohême. À partir de 1462, Pless est détenu par les fils du roi de Bohême Georges de Bohême, jusqu'à ce que Victor de Poděbrady en 1480 le vende à son gendre duc silésien Casimir II de Teschen. En 1517, le duché est acquis par un magnat hongrois de la famille Thurzó qui de nouveau le cède avec l'accord de l'Empereur et roi de Bohême Ferdinand Ier du Saint-Empire en 1548 au prince-évêque de Breslau, Balthasar von Promnitz. La famille de ce dernier les Promnitz contrôle le duché jusqu'en 1765.

### Principauté d'Anhalt-Pless
Lors de la guerre de succession d'Autriche, une grande partie de la Silésie est conquise par le royaume de Prusse; mais les ducs et ensuite prince de Pless continuent à régner sur leurs domaines. À partir de 1742, Pless devient toutefois un pays de L'État de Prusse. En 1765, les ducs d'Anhalt-Köthen reçoivent Pless avec Frédéric-Erdmann d'Anhalt-Pless qui hérite de son oncle maternel Johann Erdmann, comte de Promnitz-Pless. Le dernier d'entre eux meurt en 1847, et il a comme successeur son neveu, fils de sa sœur le comte Jean-Henri X d'Hochberg, premier président de la chambre des seigneurs de Prusse.

### Principauté de Pless

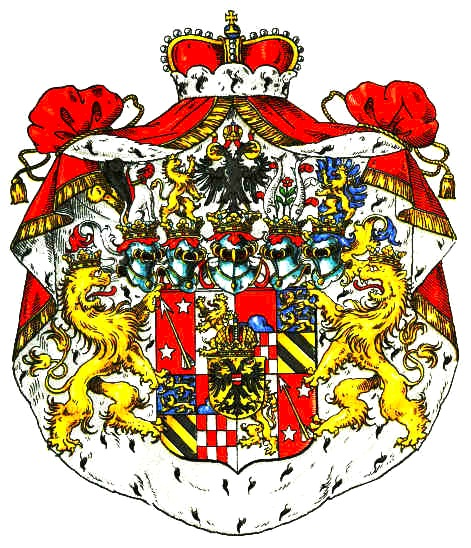
Armoiries des Princes de Pless, Comte de Hochberg, Baron de Fürstenstein.

Les ducs de la lignée des Hochberg, issus de Fürstenstein près de Waldenburg en Basse-Silésie, sont de père en fils et petit-fils : Hans Henri X, XI, et XV ; ils sont parmi les plus puissantes familles du Saint-Empire, du fait des revenus des mines de Pless
Les titulaires des Pays d'État (allemand : Standesherren) n'ont pas de souveraineté sur leurs possessions mais ils détiennent le privilège de superviser la religion, les œuvres charitables, l'éducation et la basse justice. En 1830 l'État prussien prive tous les Standesherren de leur compétence juridique et assujettit leurs privilèges restants à la supervision de l'État. Le pouvoir du prince sur son territoire, depuis 1807 constituait un bien allodial cessible, et donc son influence sur ses tenanciers était très grande ; par exemple, quand le Duc de Ratibor qui représentait la circonscription des districts de Pless et de Rybnik dans le Reichstag de la Confédération de l'Allemagne du Nord, a continué jusqu'à la première élection du Reichstag de l'Empire allemand en 1871, Hans Henri XI, prince de Pless, l'a approuvé et a été en mesure d'inscrire sur les listes électorales la maréchaussée, les fonctionnaires de l'État prussien, ainsi que les travailleurs électoraux. Il a également menacé de représailles économiques ceux des électeurs qui s'opposaient à son candidat.
Les Princes de Pless se considéraient comme des souverains bienveillants. Hans Henri XI introduit dans ses États un régime de retraite dès 1879, avant la législation sociale de Bismarck; accompagné de logement et d'autres mesures sociales. Sous son fils les ouvriers mécontents adressent toutefois une pétition publique au Reichstag impérial. Les Hochberg étaient Princes de Pless dans la pairie allemande; toutefois en 1905, Hans Heinrich XI est créé duc de Pless, seulement à titre viager alors qu'il était prince depuis 50 années car le titre de duc supplante celui de prince (allemand:Fürst).
Hans Henri XV succède à son père en 1907; il épouse une aristocrate anglaise Mary Theresa Cornwallis-West, plus connue sous le nom de Daisy, Princesse de Pless. Il sert l'empereur Guillaume II d'Allemagne pendant la Première Guerre mondiale ; plusieurs conférences importantes se tiennent à Pless pendant le conflit ; et quand le pouvoir impérial envisage de créer un « royaume de Pologne » sous le protectorat germano-autrichien en 1916/1918 Hans Henri XV et selon son épouse ses deux fils ainés sont du fait de leur « ascendance polonaise » pressentis pour occuper ce trône fantoche, ce qu'ils déclinent
Lors du plébiscite du 20 mars 1921 organisé conformément au traité de Versailles environ 75 % des votants de la région de Pless se prononcent pour l'annexion à la Pologne et la principauté est rétrocédée à la Pologne après les insurrections de Silésie. Toutefois, les électeurs de la ville de Pless (polonais : Pszczyna) avaient voté à une majorité de 67 % pour le maintien en Allemagne. L'État de Pless devient néanmoins une partie de la Deuxième République en 1922.
La famille de Hochberg conserve le château de Fürstenstein jusqu'en 1944. Le château et le domaine sont saisis par le gouvernement nazi lorsque le prince héritier de Pless, Hans Henri XVII, s'exile en Angleterre en 1932 et devient sujet britannique pendant que son frère, le comte Alexandre de Hochberg, propriétaire du château de Pszczyna, citoyen polonais rejoint l'armée polonaise. Le château de Fürstenstein est intégré dans le Projet Riese jusqu'à 1945 et son occupation par l'Armée rouge. Tout l'ameublement et les objets d'art ont été dérobés ou détruits.

## Liste des ducs et princes de Pless

### Ducs de Pless
- 1306-1336 : Lech de Ratibor, également duc de Ratibor
- 1337-1365 : Nicolas II d'Opava également duc de Troppau (Opava) et Ratibor
- 1365 - vers 1380 : Jean Ier de Troppau
- vers 1380-1407 : Jean II de Troppau
- 1407-1449 : Hélène Jagellon, épouse de Jean II d'Opava, douairière ;
- 1452-1464 : Barbara Rockenberg, sa belle-fille, veuve de Nicolas V de Jägerndorff, douairière ;
- 1464-1474 : Venceslas de Rybnik
- 1474-1498 : Victor de Poděbrady, également duc de Münsterberg
- 1498-1517 : Casimir II de Cieszyn, également duc de Teschen

### Famille de Promnitz
- 1548-1562 : Balthasar de Promnitz, également prince-évêque de Breslau,
- 1562-1597 : Siegfried de Promnitz, son frère ;
- 1597-1622 : Henri Anselme de Promnitz, son fils ;
- 1622-1654 : Sigismond Siegfried de Promnitz
- 1654-1679 : Erdmann Léopold de Promnitz
- 1679-1703 : Balthasar Erdmann de Promnitz
- 1703-1745 : Erdmann II de Promnitz, son fils ;
- 1745-1765 : Johann Erdmann de Promnitz, son fils.

### Princes d'Anhalt-Pless
- 1765-1797 : Frédéric-Erdmann d'Anhalt-Pless :
- 1797-1818 : Frédéric-Ferdinand d'Anhalt-Pless
- 1818-1830 : Henri Anhalt-Pless
- 1830-1841 : Louis d'Anhalt-Pless
- 1841-1847 : Henri d'Anhalt-Pless

### Famille d'Hochberg
- 1847-1855 : Jean-Henri X d'Hochberg.
- 1855-1907 : Jean-Henri XI d'Hochberg.
- 1907-1938 : Jean-Henri XV d'Hochberg.

## Bibliographie

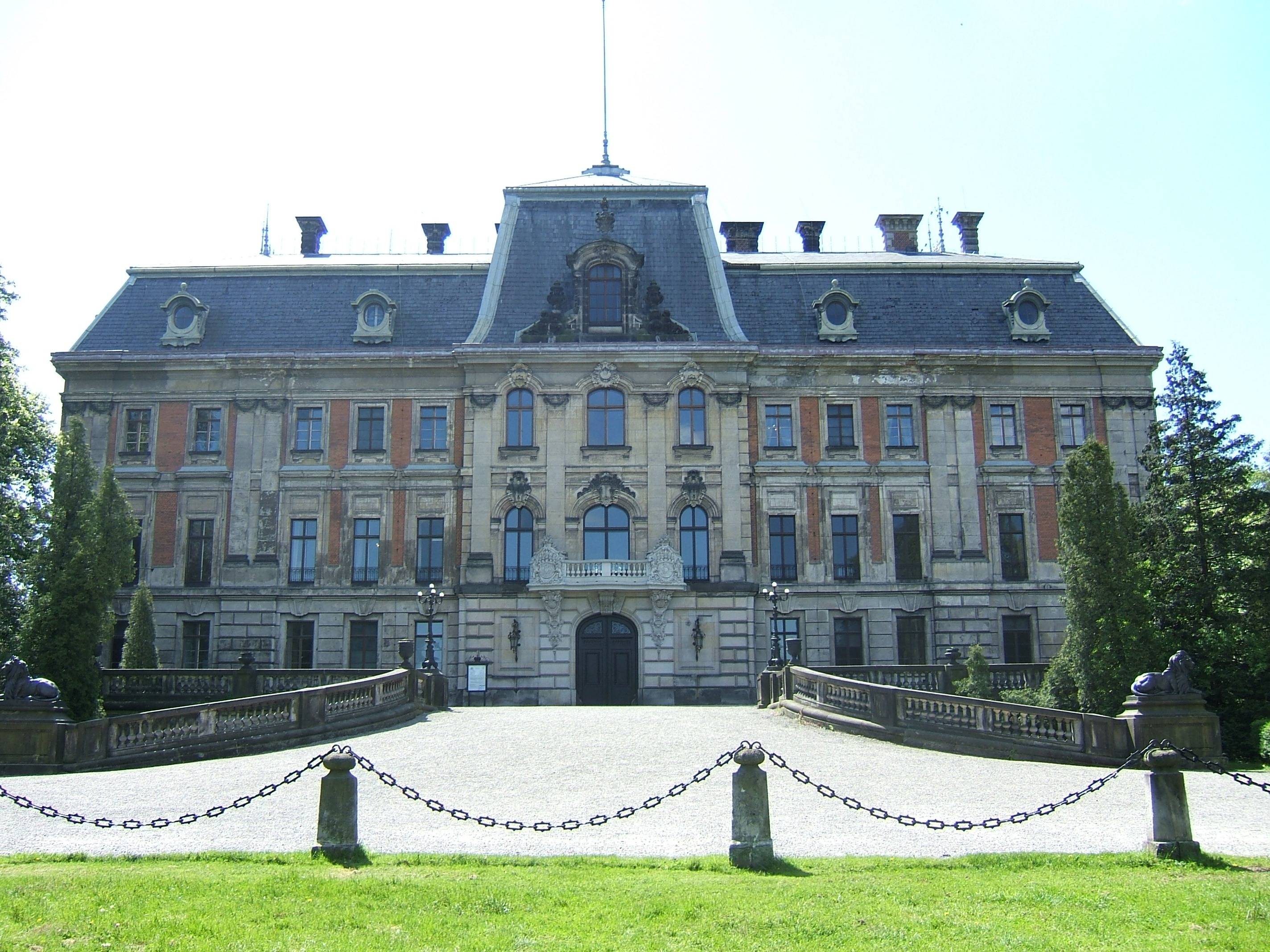
Le château de Pless.